# Bagel (ウェブブラウザ)
ウエブサイト
Bagel（ベーグル）は、 Windows 上で動作するタブブラウザ。Geckoを利用している。2006年9月現在の最新バージョンは0.4.1 + Gecko1.8.0.1(20060130)。

## 概要
IEコンポーネントブラウザであるDonutと類似したインターフェースを持つ。 XUL で開発が進められ、複数のOSに対応することの出来るMozillaとは違い、Windowsネイティブで開発されている。このため、XULで作成されたアプリケーション特有の動作の重さから解放されている。ただし、Mozilla用の拡張機能は使用不可。
機能的に目標としている機能実装を完全に達成してはいないものの、簡易メモ帳、ダウンローダーなど、Donut系タブブラウザにはなかった機能を標準実装している。
また、オープンソースとして開発されている。
現在GeckoとWebKitの両エンジンに対応した後続ブラウザ「Bagel2」の開発が進められている。

## 名称の由来
IEコンポーネントブラウザでVC++により作成されているDonutに対してGeckoレイアウトエンジン版Donut、Delphi製Donutという意味を含めて、パンの一種であるベーグルから。